# Indictable offence
Als indictable offence (ˌɪnˈdaɪtə.bl̩) bezeichnet man im Strafrecht von England und Wales schwerere Vergehen nach s. 64 Criminal Law Act 1977 oder s. 51 Crime and Disorder Act 1998, die nur vor Richter und Jury des Crown Courts angeklagt werden können. Hierzu zählt beispielsweise Mord. Daneben existieren weniger schwere Vergehen, sog. summary offences, und als Zwischenform Vergehen, die triable either way sind. Rechtshistorisch wurden indictable offences weiter unterteilt in treason, felony und misdemeanor.